# Автовокзал (Львів)
Львівський автобусний вокзал (також Автовокзал «Львів», Стрийський автовокзал) — вокзал для автобусних міжміських і міжнародних перевезень у Львові, розташований на вулиці Стрийській, 109. 

## Історія

Львівський автовокзал (інтер'єр, другий поверх)

Для будівництва комплексу головного автовокзалу було обрано південний в'їзд у Львів з боку вул. Стрийської. Ця ділянка належала Тресту зеленого будівництва і на ній розташовувалося декілька садибних будинків, які було попередньо знесено, а мешканців відселено. Згідно з генеральним планом, поруч з ділянкою автовокзалу мала пролягати нова, проєктована дорога, яка перетинала б вул. Стрийську під прямим кутом, а перехрестя планувалося організувати у вигляді дворівневої розв'язки. Окрім того, сюди було прокладено міські інженерні мережі — водогін, теплотрасу, каналізацію, електричну та телефонну мережі.
Рішення на будівництво нового автовокзалу було видано Міністерством автомобільного транспорту УРСР 27 жовтня 1969 року. Проєкт розроблявся у львівській філії інституту «Діпроміст» архітекторами В. Сагайдаковським і М. Столяровим та інженерами В. Бойківим і О. Єфремовим, а саме проєктування тривало з 1971 по 1973 роки. Замовником проєктування та будівництва автовокзалу виступало Львівське виробничо-господарське об'єднання автостанцій.
За попередніми кошторисними розрахунками вартість будівництва комплексу автовокзалу складала 1750 тис. крб., а самої будівлі — 1200 тис. крб. (за цінами 1973 року). Будівництво автовокзалу на вул. Стрийській, згідно вищезазначеного проєкту, розпочато у 1976 році, а завершене було у 1980 році. Того ж, 1980 року, новий автовокзал міжміського сполучення було введено в експлуатацію.
Після відкриття автовокзалу «Львів» до нього був запущений автобус-експрес маршруту № 18 «Головний залізничний вокзал—Автовокзал „Львів“». Крім того, у 1980-х роках курсувало маршрутне таксі, яке сполучало автовокзал з аеропортом. Лише з 10 грудня 1982 року до нового львівського автовокзалу від кінцевої «7-й кілометр Стрийського шосе» було відкрито рух по новозбудованій тролейбусній лінії. До автовокзалу почали курсувати тролейбусні маршрути № 3 та № 5.
У другій половині 1990-х — першій половині 2000-х років висувалося декілька проєктних пропозицій щодо реконструкції та розширення комплексу автовокзалу за рахунок надбудови додаткових поверхів та будівництвом готелю на території комплексу. Остання така пропозиція була відхилена містобудівною радою у 2009 році. Того року зайшлося про те, що у Львові проводитимуть матчі Чемпіонат Європи з футболу 2012 року. Відтак, архітектурна група під керівництвом архітектора Дениса Белюха запропонувала реконструювати автовокзал.
Пропонувалося перед фасадом з вул. Стрийської спорудити готель на 500 місць (з розрахунку, 14 номерів на поверсі). Автовокзал мав би 4 поверхи, де розмістилися би заклади харчування й розваг, конференц-зал та виставковий зал, офісні приміщення тощо. На першому поверсі розташовано було б каси, зали очікування та кафе. Також проведеться реконструкція критих платформ, щоби під них міг заїхати стандартний 1,5-поверховий євро автобус. Таким чином це має стати як поліфункціональний термінал, з розрахунку 400 відправлень у день (12 тис. пасажирів), так і архітектурну домінанту — багатоповерховий готель.
Плани з перебудови автовокзалу не здійснилися й до сьогодні. 2016 року на автовокзалі реконструювали лише перони, щоб сюди змогли вільно заїжджати великогабаритні автобуси (заглибили сам заїзд для автобусів) та змінили дорожнє і тротуарне покриття на бруківку. Нині приміщення автовокзалу у приватній власності та належить ТОВ «С.І.Д.», а територія довкола належить місту.
Щодо проєктованої дороги, що мала бути перпендикулярною до вул. Стрийської, була частково збудована зі східного напрямку у 2012 році без багаторівневої розв'язки. Станом на 2012 рік споруда автовокзалу експлуатується не у повному обсязі. Змінилося функціональне призначення приміщень. У проєкті передбачалося, що основний доступ з боку міста буде здійснюватися з західного фасаду, натомість нині він здійснюється з північно-східного, через платформи прибуття автобусів. Самі платформи прибуття виконують подвійну функцію: автобуси як прибувають, так і вирушають з них. Натомість платформи відправлення автобусів використовуються як стоянка. Головний касовий зал було перенесено у цокольний поверх, де за оригінальним задумом мали знаходилися камери зберігання. Основний зал натомість не використовується за первинним задумом. Побутові та адміністративні приміщення, кімнати відпочинку нині орендуються приватними фірмами.

## Архітектура
Згідно генерального плану, автовокзал розташований на південній околиці міста за 2 км від кільцевої дороги у місцевості Боднарівка. Територія автовокзалу площею у 3 га розташована при перехресті вулиць Стрийської та нинішньої вулиці Вернадського.
Автовокзал був розрахований на 500—800 пасажирів на годину, а за добу його пропускна здатність мала становити близько 15 тисяч пасажирів.
Комплекс автовокзалу складається з головної будівлі, контрольно-технічного пункту, трансформаторної підстанції, естакади для огляду автобусів, сміттєзбірника, очисних споруд та спортивного майданчика. Проєкт генерального плану автовокзалу передбачав перспективу будівництва дворівневої транспортної розв'язки при перехресті вулиць Стрийської та нинішньої вулиці Вернадського. Вільна територія з півночі автовокзалу передбачалася для подальшої розбудови комплексу автовокзалу.
Об'ємно-просторова структура автовокзалу являє собою трикутник. Від вулиці Стрийської споруда має три поверхи зі складним дахом. Головний фасад будівлі, де за проєктом розташований головний вхід, орієнтований на вул. Стрийську. Будівля розташована на відкритій ділянці. Головна вісь комплексу автовокзалу, вздовж якої розташовано головну привокзальну площу, спрямована перпендикулярно до вул. Стрийської. Основний об'єм будівлі піднятий на потужних пілонах, в яких розташовано сходові майданчики, і консольно нависає над першим поверхом. Кожен з трьох фасадів увігнутий до середини та крупно членований вертикальними пілястрами та великими вікнами. Композиція будівлі має форму трилисника з концентричними поверхами, які її повторюють.
На першому поверсі в центрі будівлі розташовані двосвітний вестибюль, касовий зал, диспетчерська та водійська кімнати. Другий поверх у плані значно більший за перший і консольно нависає своїм об'ємом по периметру. Там розташовані зали очікування та короткого відпочинку, кафе з буфетом, санвузли, кімната матері й дитини, побутові приміщення, перукарня, медпункт, готельні кімнати (нині — готель «Меркурій», розрахований на 20 номерів категорії економ, стандарт, напівлюкс та люкс) та приміщення адміністрації автовокзалу.
Перони для відправлення та прибуття автобусів розташовані по периметру північного та південного фасадів під навісним об'ємом будівлі. Вихід до них здійснюється з цокольного поверху, де розташовані допоміжні служби та камери зберігання. При західному фасаді, від вул. Стрийської, влаштовано широкий навіс для людей, що прибувають з міста.
Основою конструктивної схеми будівлі є три пілони зі сходовими клітками всередині. У прольотах між пілонами розташовано 12 додаткових колон, які підтримують поздовжні залізобетонні рами. Фундаменти монолітні залізобетонні стрічкові, в деяких місцях пальові. Стіни підвалів збудовано зі збірних залізобетонних фундаментних плит та блоків. Віконні конструкції фасадів другого і третього ярусів виконано зі сталевих переплетень; вікна з алюмінієвими рамами. Цоколь першого поверху оздоблено гранітними плитами, конструктивні елементи — теракотовим тиньком.
Головний внутрішній об'єм будівлі перекрито монолітним кесонним перекриттям трикутної схеми. Міжповерхові перекриття — монолітні залізобетонні, ребристі. Всередині головного залу є два відкритих залізобетонних сходових майданчиків. Підлоги бетонні та з керамічної плитки у технічних, мозаїчні у громадських приміщеннях, паркетні у робочих кімнатах. Колони у пасажирському залі, бар'єри сходів та стіни кафе облицьовані мармуром. У формуванні інтер'єру центральної частини автовокзалу суттєву роль відіграють конструкції збірно-монолітного кесонного покриття залу та ригелі рам, розроблені д.т.н., професором Богданом Гнідцем.